# يانغ يون-جي
يانغ يون-جي، المعروفة أيضًا بإسمها الفني يونغي وسابقًا هايسونغ (بالكورية: 양연제)‏ هي مغنية وراقصة كورية جنوبية، ولدت يوم 15 أكتوبر 1999 في غوانغجو في كوريا الجنوبية.

## روابط خارجية
- لا بيانات لهذه المقالة على ويكي بيانات تخص الفن

لم يتم العثور على روابط لمواقع التواصل الاجتماعي.